# Станіслав Ґломбінський
Станіслав Глабінський (пол. Stanisław Głąbiński; 25 лютого 1862, Сколе — 14 серпня 1941, Харків) — польський політик, правник, економіст і публіцист. Міністр залізниць у Австрійській імперії (1911), Міністр закордонних справ Королівства Польща (1918), Міністр у справах релігії та народної освіти Польської республіки (1923), а також член Галицького Сейму та сенатор Республіки Польща.

## Біографія
Народився 25 лютого 1892 року в Сколе, Габсбурзька монархія.
З 1880 року навчався у Львівському університеті на юридичному факультеті. У 1887 році захистив докторську дисертацію, а у 1892 році здобув вчене звання «професор». У 1899—1900 роках — декан юридичного факультету, а з 1908 по 1909 рік — ректор Львівського університету.

### Політична кар'єра
Політичну кар'єру він розпочав радником у Львові, потім був заступником у різних представницьких органах утворень Австро-Угорської монархії. Він представляв Національно-демократичну партію (з 1905 року він був президентом цієї партії). З 1904 року — член Галицького сейму. У 1907—1911 роках був президентом Польського клубу в Національному сеймі Галичини та президентом Сейму Польщі. З 8 січня по 24 червня 1911 року він був міністром залізниць Австрійської імперії в уряді Ріхарда фон Бінерта-Шмерлінга.
З 1914 року був одним із членів Центрального національного комітету, а згодом і Верховного національного комітету. З 26 жовтня по 4 листопада 1918 року був міністром закордонних справ уряду Королівства Польського, створеного Юзефом Свіжинським. Потім був урядовим суперкомісаром у Польській ліквідаційній комісії та Львівській урядовій комісії, а з 23 листопада 1918 року був членом Тимчасового урядового комітету.
У 1919 році став членом Законодавчого сейму. Під час польсько-радянської війни був членом Державної ради оборони. Також став членом сейму другого скликання (1928—1930).
Разом з іншими лідерами партії Глабінський виступав проти виборів першого президента Другої польської республіки голосами меншин. Разом із керівниками інших правих партій підписав Пакт Ланцкорони, в якому зазначалося: «ми відмовлятимемось від будь-якої підтримки уряду, призначеного президентом, вибраного голосами іноземних національностей — євреями, німцями та українцями».
З 28 травня по 14 вересня (або 14 листопада) 1923 року був віце-прем'єр-міністром та міністром у справах релігії та народної освіти у другому уряді Вінсенті Вітоса. Після травневого перевороту він опинився в опозиції до авторитарного правління і політики «санації».
У 1928—1935 роках він був сенатором і головою сенатського клубу Національної партії. Також був головою структур Верховного суду в Малопольщі.

### Арешт і смерть

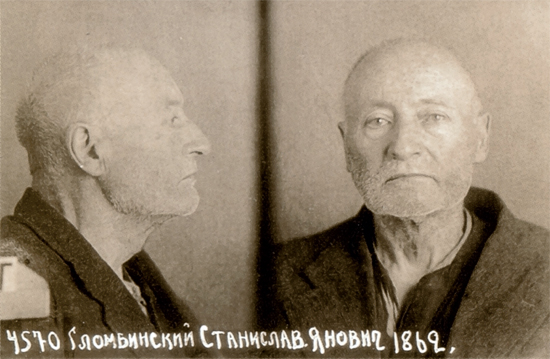
Станіслав Гломбінський в тюрмі на Луб'янці, НКВД 1939 рік

Після початку Другої світової війни безуспішно намагався потрапити до Румунії. Заарештований НКВС у листопаді 1939 року, його утримували у в'язниці у Львові. У березні 1940 року його перевели до Москви. 14 червня 1941 року його засудили до 8 років ув'язнення за антирадянську діяльність та спробу перетину кордону. Помер 14 серпня 1941 року у в'язниці в Харкові.

## Вибрані публікації
- Historia i statystyka monarchii austro-węgierskiej (разом з Людвіком Фінкелем, 1897);
- Wykład ekonomii społecznej (1912);
- Nauka skarbowości (1925);
- Ekonomika Narodowa (1927–28);
- Polskie prawo skarbowe (1928);
- Historia ekonomiki (2 томи, 1939).

## Відзнаки
- Кавалер командорського хреста ордена Леопольда (Австро-Угорщина, 1908)[11].;
- Титул таємного радника австрійського королівського двору.

Станіслав Глабінський був почесним громадянином багатьох міст Малопольщі, таких як Ланьцут (1910) та Новий Тарг (22 вересня 1909). Також був почесним членом Товариства народної школи (1931), казино та літературно-мистецького клубу у Львові.